# 34329 Sribhimaraju
34329 Sribhimaraju è un asteroide della fascia principale. Scoperto nel 2000, presenta un'orbita caratterizzata da un semiasse maggiore pari a 2,6604854 au e da un'eccentricità di 0,1044966, inclinata di 4,15723° rispetto all'eclittica.